# Grigore Dogaru

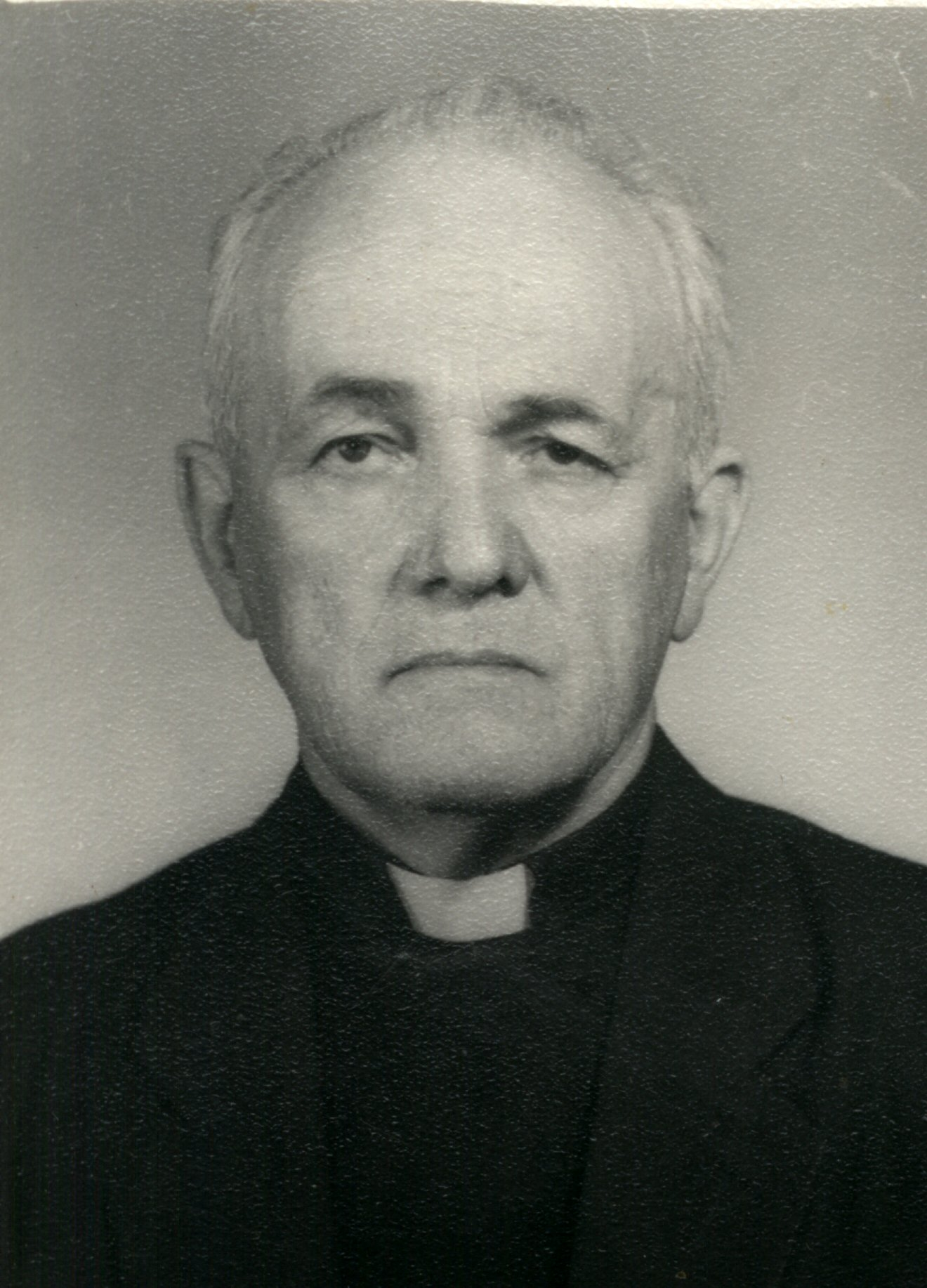
Canonicul Grigore Dogaru

Grigore Dogaru (n. 3 februarie 1921,  Bozed, Mureș - d. 20 februarie 2009, Târgu Mureș) a fost un preot greco-catolic, canonic mitropolitan al Arhidiecezei de Alba Iulia și Făgăraș, deținut politic, ctitor de biserici, lider al rezistenței Bisericii Române Unite cu Roma din Târgu Mureș în timpul persecuției comuniste.

## Originea și studiile
Grigore Dogaru s-a născut într-o familie de țărani români din județul Mureș (interbelic). Părinții săi, Moise și Carolina, deși aveau o familie cu șase copii, i-au trimis pe unii dintre aceștia la studii, între ei numărându-se și Grigore. Astfel, după terminarea scolii primare în satul natal, a urmat Liceul Alexandru Papiu Ilarian din Târgu Mureș. În anul 1940, după desființarea claselor cu predare în limba română în Târgu Mureș, Grigore Dogaru a fost transferat la Bistrița, apoi la Cluj. A fost încorporat pentru cateva luni în armata maghiară, apoi a urmat cursurile Academiei Teologice din Cluj, pe care le-a finalizat la Blaj în 1947, unde a obținut licența în teologie. În aceleasi an s-a căsătorit cu învățătoarea Letiția Oltean. În data de 15 august 1947, de sărbatoarea Adormirii Maicii Domnului, a fost hirotonit preot de către episcopul Ioan Suciu, în capela "Fecioara Săracilor", din Pădurea Cărbunari, lângă Blaj.

Părintele Canonic Grigore Dogaru în armată

## Viața si activitatea pastorală
Timp de un an a activat ca preot paroh în satul Comori, județul Mureș. În octombrie 1948, odată cu interzicerea Bisericii Române Unite cu Roma, a fost somat să părăsească parohia dacă nu semnează trecerea la Biserica Ortodoxă Română. Refuzând această propunere, s-a retras la Moișa, unde a celebrat zilnic Sf. Liturghie în clandestinitate, deplasându-se în diferite localități, unde a oficiat botezuri și cununii, asigurând asistența spirituală pentru credincioșii rămași fideli Bisericii Române Unite cu Roma. 
A fost urmărit de Securitate, care a exercitat asupra sa presiuni pentru colaborare, dar refuzând să semneze, i se spunea același lucru: „Pleacă banditule, că o să avem noi grijă de tine!” Nu scapă de amenințare și în ianuarie 1951, odată cu arestarea cardinalului Alexandru Todea, a fost ridicat noaptea de lângă soție și copii, fără mandat de arestare. A fost reținut și anchetat la Securitate în Târgu Mureș și București timp de șase luni, apoi a fost trimis în detenție la Canalul Dunăre-Marea Neagră, la Cernavodă și la Canalul Poarta Albă-Midia Năvodari, timp de peste doi ani, în condiții de exterminare fizică si psihică. Aici a cunoscut mari personalități ale Bisericii Catolice din România, care oficiau în fiecare noapte Sf. Liturghie și împărțeau euharistia. Părintele Dogaru avea ca partener de muncă un general, Leonard Mociulschi (Moczulski), ei trebuind să încarce zilnic un vagon de piatră, cu hrană insuficientă și săracă în calorii. Muncind în condiții extrem de grele, n-a încetat să se roage Maicii Domnului, chiar în timpul muncii recita Rozarul împreună cu generalul. 
În toamna anului 1953 este eliberat, dar își continuă activitatea spirituală în rândul enoriașilor și este iarăși amenințat cu arestarea. Credința, speranța și iubirea l-au făcut să ducă o viața modestă, i-au dat curajul de a munci și de a lupta împotriva nedreptăților la care era supus. Reușește să se angajeze la Liceul "Al. Papiu Ilarian" ca om de serviciu, bibliotecar, laborant, secretar, administrator și chiar contabil-șef. Va lucra acolo până la pensionare în 1984, întreținându-și numeroasa familie cu opt copii, care s-au realizat cu toții, urmând studii superioare. 
După obținerea libertății Bisericii Greco-Catolice, în 1990, Grigore Dogaru trece la acțiune și prin Mitropolia de la Blaj caută sponsori în lumea catolică occidentală, ajutoare pe care le gospodărește cu multă chibzuință, ajutat și de credincioși, mai ales cu multa muncă fizică, cât și cu aportul material și moral al copiilor săi. Începe construirea a două biserici, una la Moișa, cu hramul "Neprihănita Zămislire", iar pe poteca ce urcă spre biserică construiește o Grotă cu aceeași tema, după Grota apariției Maicii Domnului de la Lourdes din Franța, singura din județul Mureș, finalizată în 1996. În același timp, din suma adunată reușește să cumpere o casă în cartierul "Unirii" din Târgu Mureș, unde construiește a doua biserică cu hramul "Regina Sf. Rozar", finalizată în 1997. Tot aici construiește și o casă parohială. Bisericile sunt pictate de către ginerele părintelui canonic, pictorul Valentin Muste.

## Sfârșitul vieții și recunoașterea activității
Pentru activitatea sa pe plan spiritual și buna organizare, arhiepiscopul și mitropolitul Lucian Mureșan l-a numit pe Grigore Dogaru canonic mitropolitan și purtător al brâului roșu. A slujit zilnic Sf. Liturghie, iar seara recita Rozarul și făcea Binecuvântarea Euharistică, bucurându-se încă de o memorie excelentă. În ultimii săi ani de viață, din cauza diminuării puterilor fizice, a fost ajutat în pastorație de preotul Ovidiu Comeș, care mai avea și o filie de administrat. 
În anul 2009 s-au împlinit 62 de ani de preoție și căsătorie, alături de soția sa, Letiția. În același an părintele canonic Grigore Dogaru s-a stins din viață.